# Angioedema
L'angioedema, també conegut pel seu epònim edema de Quincke i per la denominació de l'antic edema angioneuròtic, és una tumefacció (edema) de la pell, les mucoses i els teixits submucosos. A part de la seva forma comú, induïda per al·lèrgia, s'ha registrat com a efecte secundari d'alguns medicaments, en especial dels inhibidors de l'ECA.
A més, existeix una forma hereditària, deguda a la deficiència de la proteïna sanguínia inhibidor C1. Aquesta forma es denomina angioedema hereditari (AEH), el qual es deu a una deficiència de l'inhibidor de l'esterasa C1. En algunes ocasions es denomina amb el terme antiquat edema hereditari angioneuròtic (EHAN), ja que abans es considerava exclusivament una reacció a l'estrès, motivada per un trauma emocional i/o neurosi. Aquest quadre inexacte de l'AEH va fer que molts pacients patissin molt, ja que se'ls etiquetava equivocadament de desequilibrats i se'ls hi solia negar el tractament mèdic requerit pels seus símptomes, que sovint eren molt dolorosos, en especial quan la tumefacció es produeix en l'aparell digestiu profund, la vesícula o els òrgans reproductors. La medicina moderna ha esclarit aquesta teoria, i per tant, ha deixat de relacionar-se aquesta malaltia amb la neurosi.
Els casos en els quals l'angioedema progressa ràpidament, han de rebre un tractament de medicina d'emergència, ja que pot produir-se una obstrucció de les vies respiratòries que provoqui asfixia. Un tractament ràpid amb adrenalina, sovint aplicat amb epi-pen, pot salvar vides.

## Signes i símptomes
La pell de la cara, normalment al voltant de la boca i la mucosa de la boca i/o la gola, així com la llengua, s'inflamen i durant un període que pot anar des dels minuts fins a hores. La tumefacció pot ocórrer en altres zones, habitualment en les mans. A vegades, apareix després d'una exposició recent a al·lèrgens i la urticària es desenvolupa simultàniament, però en moltes ocasions la causa és idiopàtica (desconeguda). La tumefacció pot anar acompanyada de picor. La percepció també pot decréixer en les zones afectades a causa de la comprensió dels nervis.
En casos greus es produeix un estridor en les vies respiratòries, amb sons d'inspiració dificultosa i nivells decreixents d'oxigen. En dites situacions cal efectuar una intubació i un tractament ràpid amb adrenalina i antihistamínics.
En l'angioedema hereditari, sovint no existeix una causa directa identificable, si bé un lleu trauma i un altre tipus d'estímuls poden produir episodis. Normalment, no solen estar associats a picor o urticària, perquè no es tracta d'una resposta al·lèrgica. Els pacients amb AEH també poden patir episodis recurrents de tumefacció interna que provoquen greus dolors abdominals, generalment acompanyats per vòmit intens, debilitat i en certs casos, diarrea aquosa i un exantema no eruptiu, sense picor, amb taques d'estructura circular.
Atès que aquests episodis estomacals poden prolongar-se entre un i cinc dies, pot ser necessari hospitalitzar al pacient a fi que rebi un tractament adequat contra dolors agressius i per la hidratació. Se sap que els episodis abdominals provoquen un augment significatiu de leucòcits, aproximadament entre 13000 i 30000. Quan els símptomes minoren, el volum de leucòcits torna a baixar lentament fins als nivells normals una vegada passat l'episodi.
L'AEH també produeix tumefaccions en altres zones, generalment en les extremitats, els genitals, el coll, la laringe i la cara. El dolor que acompanya a aquestes tumefaccions oscil·la un lleu dolor extrem, segons la localització i la gravetat.

## Diagnòstic
El diagnòstic s'efectua a partir del quadre clínic. Quan s'ha estabilitzat al pacient, els nivells del complement, en especial l'inhibidor C1 i els nivells reduïts dels factors 2 i 4, poden ser un indici de la presència de l'angioedema hereditari.
Ja que poden passar anys fins que un pacient rebi el diagnòstic correcte, no és estrany que se'ls sotmeti per error a operacions de cirurgia abdominal innecessaris. En la seva confusió, els metges solen realitzar una laparoscòpia d'exploració i de vegades aïllades, extirpen una secció de l'intestí.

## Tractament
En l'angioedema al·lèrgic, evitar el contacte amb al·lèrgens i utilitzar antihistamínics pot prevenir futurs episodis. La cetiricina (Zyrtec®) és un antihistamínic que sol prescriure's per al tractament de l'angioedema.
En el cas de l'angioedema hereditari, els estímuls específics que han provocat anteriorment episodis s'han d'evitar. Els casos greus reben un tractament substitutiu amb altres inhibidors que alleugera en certa manera els símptomes. El concentrat C1IHN es troba en l'actualitat en un estadi posterior de desenvolupament tant per la indicació aguda com per la profilàctica i en l'estudi de l'aplicació aguda.

## Història
El doctor Robert Graves va descriure per primera vegada el quadre en 1843. Henrich Quincke va documentar alguns casos d'edema agut, que afectava dues generacions d'una mateixa família.
Sir Willian Osler puntualitzà el 1888 que alguns casos podien tenir una base hereditària, i el 1917 es va identificar el tipus d'herència. La malaltia va ser definida bioquímicament el 1963, per Donaldson i Evans, com absència de l'inhibidor sèric del primer component del complement.